# Dumfries Museum
Dumfries Museum and Camera Obscura er et museum, der ligger i Dumfries i Dumfries and Galloway, der har en omfattende samling og udstilling med relation til lokalområdets historie fra forhistorien frem til i dag. Museet har også verdens ældste fungerende Camera Obscura.
Museet har gratis adgang, men man skal dog betale for at se Camera Obscura.

## Samling
Museets samlinger dækker både naturhistorie, geologi, arkæologi, mode og fotografier.
Blandt notable genstande er:
- En afstøbning af Robert Bruce kranium samt hans femur og fodknogler.[2]
- En stenkistebegravelse fra bronzealderen der inkluderer resterne af en 35-årig mand fra klokkebægerkulturen.[3]
- En stor samling af romerske og keltiske stenkors og begravelsesmonument.[4][5]
- En replika af den første cykel designet af Kirkpatrick MacMillan.[6]
- Et fotoarkiv af Dr Werner Kissling.[7]
- Personlige genstande der har tilhørt Thomas Carlyle[8]
- Fossile reptilspor fra den lokale perm-sandsten inklusive Corncockle Quarry.[9]